# Bičje
Bičje – wieś w Słowenii, w gminie Grosuplje. 1 stycznia 2017 miejscowość liczyła 81 mieszkańców.